# 第2次アル＝ファオの戦い
第2次アル＝ファオの戦い（だいにじアル＝ファオのたたかい）は、イラン・イラク戦争中、イラクバスラ県のファオ半島をめぐる戦いである。

## 概要
第1次アル＝ファオの戦い以来、ファオ半島はイラン軍が占領を継続しており、ここを拠点にバスラ包囲網を形成しかつ、シルクワーム対艦ミサイルの発射基地となっていた。イラク軍は占領以来数度にわたり奪還しようと試みたがいずれも失敗していた。
しかし、4月1日から開始されたスレイマニヤ県におけるクルド人武装勢力に対する攻撃が成功を収め、全戦線での攻勢に自信を持った。

## 攻撃
4月16日夜、イラク軍第7軍団はシャッタルアラブ川に沿う道路から、共和国防衛隊の大統領警備隊はクウェート国境沿いのアブダッラー水路を水上機動及びヘリボーンで奇襲した。
奇襲を受けたイラン軍は南側道路（ペルシャ湾北岸に当たる）から防御陣地が崩れ、さらに予期していない地点からイラク軍が上陸したことにより戦局は不利となっていた。
4月18日、さらにこのイラク軍の攻勢に呼応したかのようにアメリカ軍がペルシャ湾上の油田施設とイラン軍艦艇を攻撃したことから、イラン軍はアメリカ軍が参戦したと思い込みパニック状態となった（実際は偶然が重なっただけでアメリカ軍はイラク軍に協力していない）。イラン軍統合参謀本部ではこの事態に対しなけなしのイラン空軍を全力で投入し、戦争開始以来最大規模の42ソーティの航空攻撃を加えた。しかし地上部隊の苦戦はまぬがれず、4月19日朝までに重装備の大半を遺棄して撤退した。

## その後
ファオ半島の奪回に成功したイラク軍は、同地区の正面防御を担当していた第7軍団を戦略予備として使用する余裕が生まれた。これによりイラク軍の他戦線における攻勢が現実味を帯びてきた。実際、余力を持つに至ったイラク軍は5月25日にバスラ東方のイラン軍を攻撃し占領地を奪還した。